# Begränsade konvergenssatsen
Begränsade konvergenssatsen är en matematisk sats i måtteori. Den säger att man kan byta ordning på gränsvärde och integral om måttet för måttrummet är ändligt och funktionerna i en funktionsföljd är likformigt begränsade.

## Satsen
Låt {\displaystyle (X,{\mathcal {F}},\mu )} vara ett måttrum så att {\displaystyle \mu (X)<\infty }. Låt {\displaystyle (f_{i})_{i\in \mathbb {N} }} vara en följd av integrerbara funktioner så att {\displaystyle |f_{i}|\leq C\,} för alla {\displaystyle i\in \mathbb {N} } med {\displaystyle C<\infty }. Då är
{\displaystyle \int \lim _{i\rightarrow \infty }f_{i}\,d\mu =\lim _{i\rightarrow \infty }\int f_{i}\,d\mu .}

## Bevis
Detta är en enkel följd av dominerade konvergenssatsen, som kan appliceras på en funktion:
{\displaystyle g:=C\chi _{X}\,.}
Funktionen g är mätbar eftersom {\displaystyle X\in {\mathcal {F}}}. Dessutom
{\displaystyle \int |g|\,d\mu =C\int \chi _{X}\,d\mu =C\mu (X)<\infty ,}
dvs funktionen g är också integrerbar. Å andra sidan
{\displaystyle |f_{i}|\leq C=C\chi _{X}=g}
för alla {\displaystyle i\in \mathbb {N} }. Så att
{\displaystyle \int \lim _{i\rightarrow \infty }f_{i}\,d\mu {\stackrel {\mathrm {DKS} }{=}}\lim _{i\rightarrow \infty }\int f_{i}\,d\mu .}
Vilket bevisar satsen.